# وورشویتس
وورشویتس (به آلمانی: Würchwitz) یک منطقهٔ مسکونی در آلمان است که در تسایتس واقع شده‌است.
 وورشویتس  ۶۴۲ نفر جمعیت دارد.